# 三過氧化三丙酮
三過氧化三丙酮（英語：Triacetone triperoxide，简称TATP）或過氧化三環丙酮，俗稱撒旦之母，是一種有機過氧化物起爆藥及二甲基过氧化酮的閉環三聚體，起爆力介於雷汞與疊氮化鉛之間。嗅若丙酮的白色細膩晶體，不溶於水，但溶於氯仿等有機溶劑。
曾考慮用作雷管裝藥，但因其易於昇華的特性（於室溫放置兩週，質量損失可達66%）兼高機械感度，在商業與軍事上並未得到廣泛應用。
作為一種不含氮元素的爆炸物，TATP可以欺騙過時的安檢措施。TATP被認為曾用作多起黑社會活動及恐怖襲擊的爆炸物，如倫敦地鐵爆炸案、2015年11月巴黎襲擊事件和2016年布鲁塞尔连环爆炸案由於製作原料極容易得到，即使在對爆炸品作嚴格管制的地方亦能夠合成。TATP感度極高，輕微摩擦、碰撞都可能引起爆炸，因此在非專業人士及低品質安全管控的情況下合成，非常容易發生意外。

## 歷史
TATP于1895年由德國化學家Richard Wolfenstein發現，他是第一個用無機酸作催化劑的化學家，也是第一個因用過氧化氫合成炸藥而獲得專利的研究者。
1899年，阿道夫·冯·拜尔與维克多·维立格報導由拜耳－維立格氧化反應製備二聚及多聚過氧化丙酮。20世紀中，基於上述方案，Milas與Golubović對此作了進一步研究。

## 制备方法
丙酮与过氧化氢混合后加入酸性催化剂催化（如HCl）生成三过氧化三丙酮沉淀。

## 化學性質
丙酮過氧化物通常代指它的閉環三聚體tri-cyclic acetone peroxide（TCAP，過氧化三環丙酮）。多通過雙氧水與丙酮於酸性條件下的親核加成製備——此時產物以TCAP為主，伴生有AP單體(C3H8O4)、開環(C6H14O4)及閉環二聚體(C6H12O4)。濾得產物後以冰水洗滌至中性，經丙酮重結晶即得純品。

TATP的合成。

通過改變反應條件和催化劑濃度，主產物亦發生改變——例如以錫鹽為催化劑時，產物將以閉環四聚體為主；在中性條件下，反應以AP為主產物。

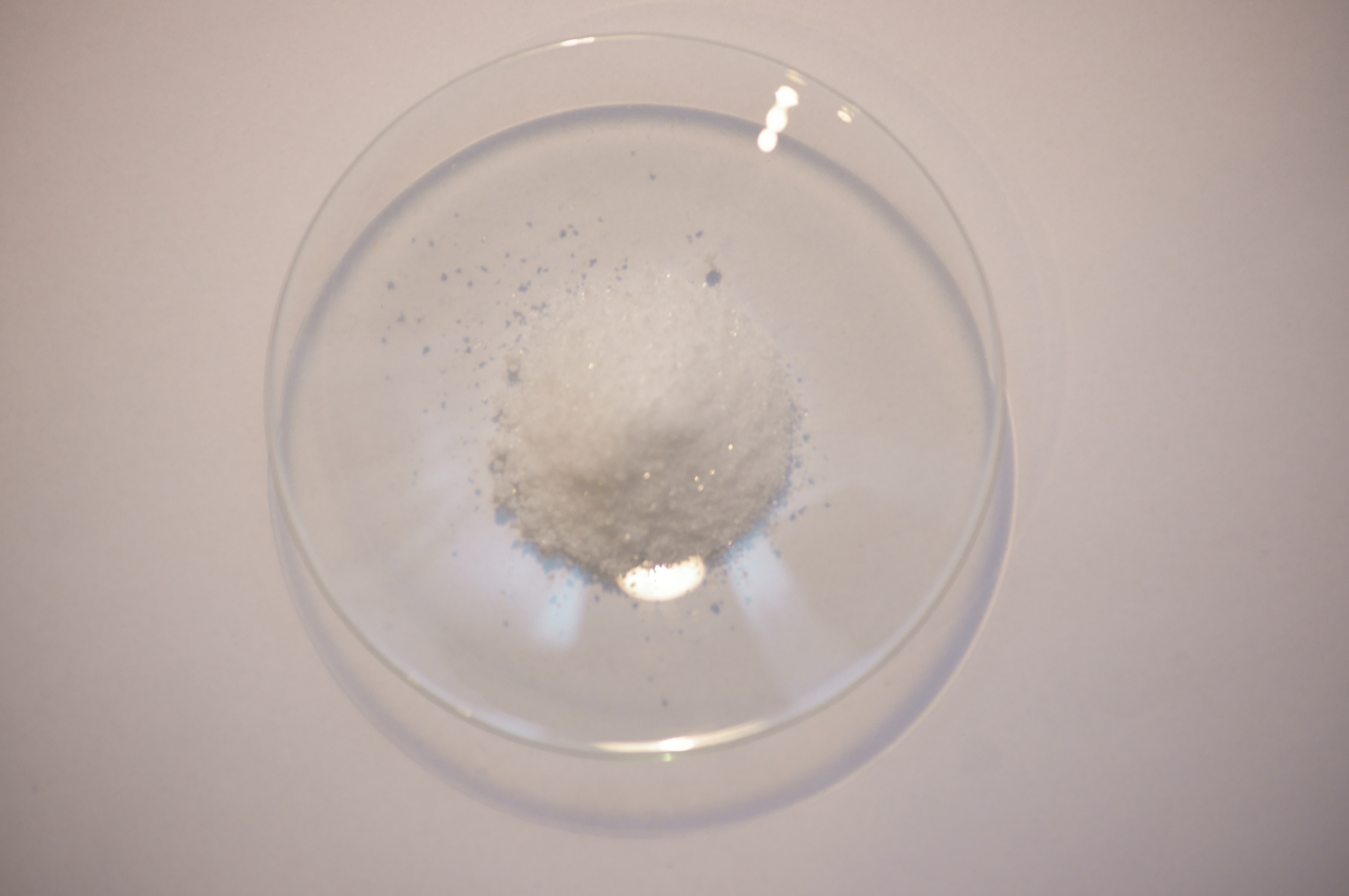
四聚過氧化丙酮。

受化學鍵間巨大的角張力影響，AP的單體及二聚體遠不如其三聚體性質穩定。
TATP受強熱即发生爆炸性分解。燃烧时的反应为：
2 C9H18O6 + 21 O2 → 18 H2O + 18 CO2
當TATP遭受強烈衝擊時，則發生被稱為熵爆炸（entropic explosion）的劇烈分解，此時反應產物主要為丙酮和氧氣，且僅釋放出極少的熱量：
C9H18O6 → O3 + 3C3H6O(丙酮)
2 C9H18O6 → 3O2 + 6 C3H6O(丙酮)
约兩克以下的TATP在開放條件下可以燃燒，兩克以上的TATP通常會爆炸，較小質量會在輕微密閉的條件下爆炸。完全乾燥的TATP比新制的，還含有丙酮和水的更容易爆炸。

## 工業應用
涵括過氧化甲乙酮、過氧化苯甲酰和TATP在內的有機過氧化物可用作樹脂生產中聚合反應的引發劑——通常將它們以稀溶液的形式加入有機介質中。出於安定性考慮，前二者的應用較TATP更為頻繁。
TATP與過氧化苯甲酰亦用於漂白麵粉並改善其口感。
工業上常通過調升pH值，調整反應體系溫度而減少TATP的產生。在諸如生產苯酚的工藝流程中，作為副產物產生的TATP可能會帶來潛在的安全風險。

## 事件
2005年7月7日08:50至09:47的伦敦地铁爆炸案中，恐怖分子使用的炸药以三過氧化三丙酮為原料，其原理是它在爆炸时并不会产生任何火焰。因为只需很少的能量就可引发炸药爆炸。且这个过程并非氧化反应而是一个分解过程。在这个过程中，TATP分子释放出丙酮，使联在一起的氧原子散开，形成氧气和臭氧。这个过程释放出的能量足可使另一个分子发生化学反应，维持了反应的连续发生。新增的氧氣和產生的熱力也會令三過氧化三丙酮燃燒，產生更多氣體，这就是TATP会发生爆炸的原因。在不到一秒钟内，仅几百克的TATP就可产生成百上千升气体而引起爆炸，造成52人死亡。
2009年3月28日，觀塘雲漢街一個單位發生炸彈爆炸，就讀於香港左派學校的一名香島中學學生在製作爆炸品時受傷，手指亦被炸斷，香港警察接報調查發現共有三個香島中學學生涉案，爆炸品處理課於3月29日在其中一個香島中學學生居住的長沙灣順寧道政府公務員宿舍五樓，起出一批恐怖份子常用的三過氧化三丙酮（TATP炸藥），雖然這三個香島中學學生因為非法製作及藏有爆炸品被捕，罪行嚴重，但這宗炸彈爆炸案的刑事起訴卻沒有下文。
2021年7月5日，香港警察於尖沙咀一間賓館中搜出三過氧化三丙酮。事件造成年齡介乎15至39歲的5男4女，以涉嫌違反港區國安法第24條「串謀策劃使用炸彈、意圖造成社會危害活動罪」被捕，無人傷亡。